# 渡辺信二 (パイロット)
渡邊 信二（わたなべ しんじ、1900年〈明治33年〉3月12日 - 1926年〈大正15年〉4月6日）は、大正時代に活動した日本の民間パイロット。
日本の定期郵便飛行における初の犠牲者であり、また関西初の滑空飛行を行った人物とされる。

## 経歴
兵庫県印南郡志方村（現在の加古川市）に生まれる。志方尋常高等小学校卒業後播州鉄道会社勤務を経て1922年（大正11年）12月13日に日本航空輸送研究所に入所し、1923年（大正12年）2月21日付で飛行機操縦士免状（三等）の交付を受けて同社の郵便飛行事業に従事した。
1924年（大正13年）11月27日に二等飛行機操縦士に昇格し、定期郵便飛行のほか機体組立整備や操縦士養成、郷土訪問飛行（1925年（大正14年）3月21日）、播丹鉄道全通奉祝全線飛行（同3月22日）などを行った。
1926年（大正15年）4月6日、定期郵便飛行（大阪 - 高松 - 今治線）乗務中の航空事故により死去した。葬儀は日本航空輸送研究所の研究所葬として志方村で営まれた。

## 滑空飛行
播州鉄道勤務のかたわら翼幅8メートル・全長5メートル・重量30キログラムのグライダーを半年かけて製作し、人力牽引による道路の直線部を利用したテストを実施した後、1921年（大正10年）10月17日に自宅付近の高御位山（標高304 m、兵庫県加古川市と高砂市の市境に位置する）において山頂発航による試験飛行を行った。
関係者の回想によれば、山頂の断崖より補助者の助力を得て離陸した際に尾翼と樹木が接触したため、到達目標としていた山麓の池には届かなかったという。飛行距離300メートル、滞空時間30秒。
この飛行は、主に顕彰碑「飛翔」の碑文（1961年（昭和36年）10月17日建立）によって「関西初の滑空飛行」として知られる。

## 航空事故
1926年（大正15年）4月6日午前11時47分、日本航空輸送研究所の郵便飛行機（横廠式アルグス180馬力、千鳥二百一號）に搭乗し、同乗者一名を伴い堺大浜〔水上飛行場〕を離水した。
同日12時頃、兵庫県神戸市駒ケ林沖で同機が爆音と炎を発し降下を開始した後突然降下角を深めて海面に突入する様が、水上・陸上の双方より目撃された。同乗者は直後に救助されたが死亡、渡邊飛行士は事故の翌日、機体残骸近傍の海底で発見された。遺体の顔面には火傷が見られ、搭載貨物や引き揚げられた機体残骸も焼損していた。
1926年（大正15年）4月7日、航空局は調査結果を発表し、事故原因を機上火災を発端とする複合要因とした。後の文献では飛行眼鏡を着用していなかったため炎により視界を失い着水操作を誤ったことを事故原因としている。
日本の定期郵便飛行における最初の死亡事故とされる。

## その他
- 志方町内有志が建立した[15]「飛行士渡邊信二君記念碑」が志方町に残る[注釈 29]。碑文祭文日付1926年（大正15年）8月[2]、1927年（昭和2年）4月6日除幕[2][24]。飛行士渡邉信二君記念碑

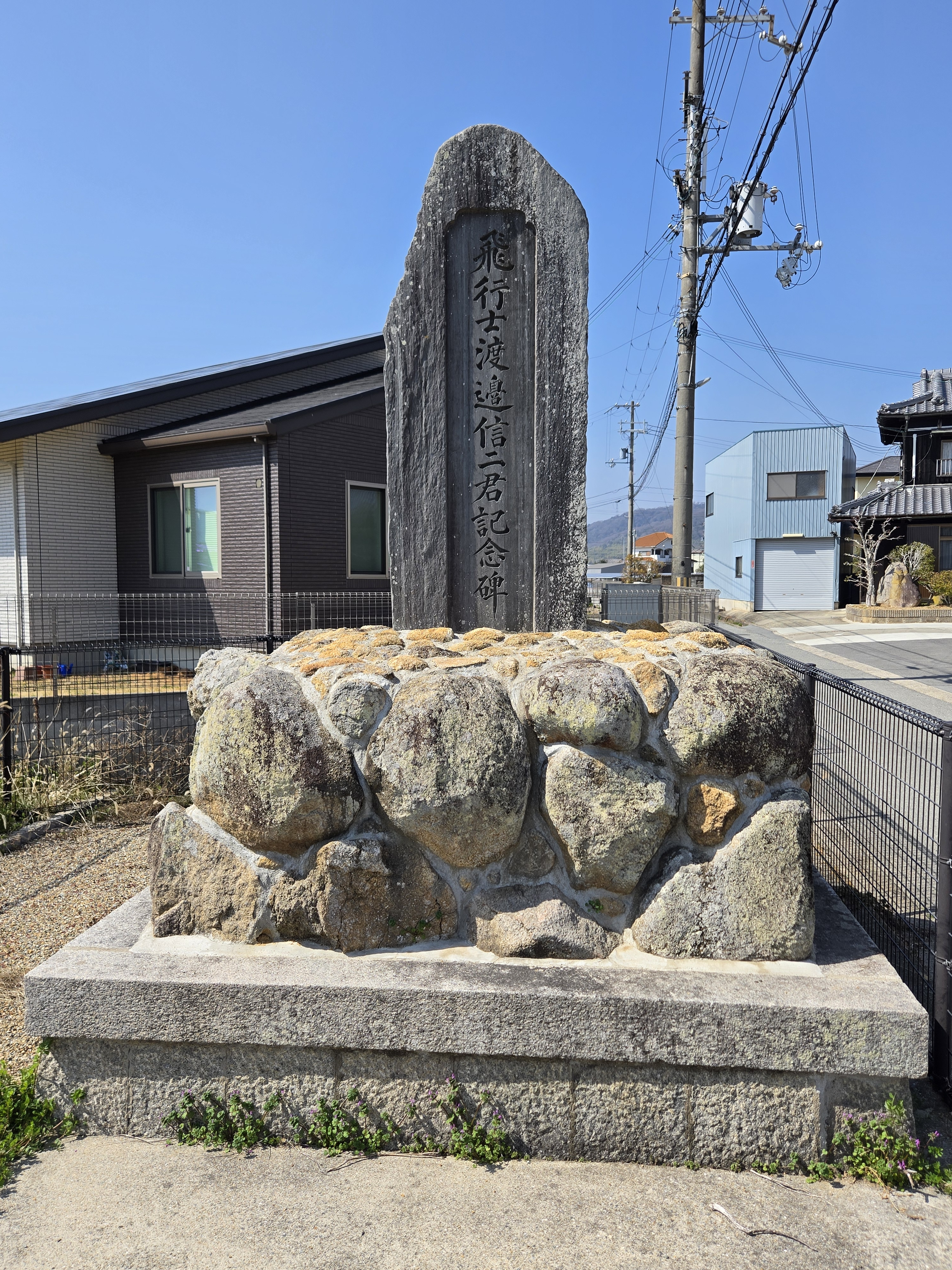
飛行士渡邉信二君記念碑

- 「飛翔」（渡辺信二飛行士顕彰碑）が高御位山山頂にある。志方町の文化団体「番茶くらぶ」[25]ほか有志の発起により1961年（昭和36年）10月17日に建立された[26][注釈 30]。
- 渡邊家に伝わった遺品はのちに加古川市教育委員会に寄贈され、2016年（平成28年）11月に催された展覧会では飛行服、帽子、航空用眼鏡、プロペラの破片、アルバムの写真等が展示された[27]。
- 阿部牧郎は、渡邊信二の生涯を題材とした中編小説「飛翔記」[28]を1976年（昭和51年）に別冊文藝春秋に発表した。自作グライダーによる試験飛行を主軸に、航空機に初めて接してから日本航空輸送研究所の操縦士として郷土訪問飛行を行うまでを描いたもの。単行本未収。